# Pavel Esterházy z Galanty (1861–1932)
Pavel hrabě Esterházy z Galanty (německy Maria Paul Peter Graf Esterházy von Galántha, maďarsky galántai Esterházy gróf Pál Pétér) (19. července 1861 Trouville-sur-Mer, Francie – 29. října 1932 Vídeň) byl uherský šlechtic a rakousko-uherský diplomat. Ve službách rakousko-uherského ministerstva zahraničí působil od mládí,  ve Velké Británii, Francii a Rusku. V letech 1907–1912 zastával funkci sekčního šéfa na ministerstvu zahraničí, byl též členem Sněmovny magnátů. Po roce 1918 žil v soukromí na zámku Szigliget.

## Životopis

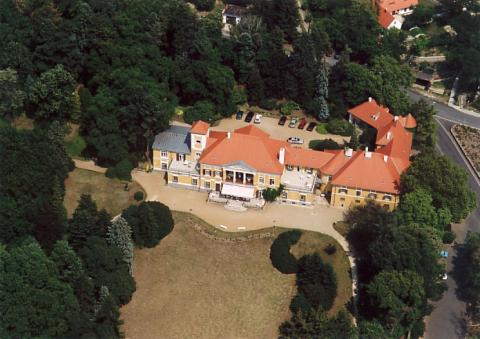
Zámek Szigliget, sídlo Pavla Esterházyho od roku 1912

Pocházel z významného šlechtického rodu Esterházyů, patřil k hraběcí linii Esterházy-Forchtenstein. Narodil se ve Francii jako třetí syn hraběte Pavla Esterházyho (1805–1877) a jeho manželky Ilony, rozené hraběnky Esterházyové z Galanty (1835–1896). Od mládí působil v diplomatických službách, začínal jako atašé v Londýně. Několik let pak na stejné pozici pobýval v Petrohradu a delší dobu strávil jako legační rada I. kategorie v Paříži. V letech 1907–1912 byl sekčním šéfem na ministerstvu zahraničí s titulem velvyslance. Patřil k blízkým spolupracovníkům ministra Aehrenthala. Spolu s ním se v roce 1908 zúčastnil schůzky s ruským ministrem zahraničí Izvolským na zámku v Buchlovicích. Po nástupu nového ministra zahraničí Berchtolda v roce 1912 odešel do výslužby. 
Zemřel ve věku 71 let v roce 1932 ve Vídni, kde rodina žila v domě na ulici LöwelStraße 12. Pohřben byl v rodinném mauzoleu u kostela sv. Kříže ve vesnici Ganna poblíž hlavního rodového sídla v Pápě.

## Majetkové a rodinné poměry
Jako čtvrtý syn nezdědil po otci žádný majetek, ale pobíral apanáž z výnosu rozsáhlých velkostatků ve vlastnictví nejstaršího bratra. Po odchodu ze státních služeb koupil v roce 1912 od zadluženého barona Gézy Puteaniho velkostatek Szigliget v župě Zala na břehu Balatonu. K velkostatku patřilo 1200 hektarů půdy, zříceniny starobylého hradu nad vesnicí a zámek. Pavel Esterházy nechal zámek nákladně přestavět a učinil z něj své sídlo.
V roce 1905 se ve Vídni oženil s hraběnkou Isabelou Deymovou ze Stříteže (1877–1968), dcerou dlouholetého rakousko-uherského velvyslance v Londýně Františka Deyma (1838–1903). Isabela byla později c. k. palácovou dámou. Manželství zůstalo bezdětné. Isabela jako vdova žila na zámku Szigliget až do konce druhé světové války, kdy odtud uprchla před Rudou armádou a dožila v Salcburku. 
Jeho starší bratři Mořic (1856–1900) a František (1859–1909) zastávali také veřejné funkce, zasedali ve Sněmovně magnátů a vlastnili rozsáhlé velkostatky v Uhrách. Nejmladší bratr Alexandr (1868–1925) zastával před zánikem monarchie funkci nejvyššího hofmistra císařovny Zity. Díky svému sňatku získal Pavel Esterházy příbuzenské vazby na další osobnosti, jeho švagry byli František Deym ze Stříteže (1871–1925) nebo německý politik a velkostatkář Anton Magnis (1862–1944).

## Tituly a ocenění
V roce 1893 byl jmenován c. k. komořím a jako sekční šéf na ministerstvu zahraničí obdržel titul c. k. tajného rady s nárokem na oslovení Excelence (1907). Byl také dědičným členem uherské Sněmovny magnátů. Během diplomatické služby získal několik vyznamenání v Rakousku-Uhersku i v zahraničí.
- Řád železné koruny I. třídy (1908, Rakousko-Uhersko)
- důstojník Řádu čestné legie (Francie)
- Řád koruny I. třídy (Německo)
- velkokříž Řádu Isabely Katolické (Španělsko)
- Řád Medžidie I. třídy (Osmanská říše)
- velkokříž Řádu Gryfa (Meklenbursko-Zvěřínsko)